# Бентанкор, Рауль
Рау́ль Бентанко́р (исп. Raúl Higino Bentancor Ferraro; 11 января 1930, Монтевидео — 3 мая 2012, там же) — уругвайский футболист и тренер французского происхождения. В качестве игрока большую часть карьеры провёл в «Данубио» и бразильском «Спорте Ресифи». В качестве главного тренера неоднократно возглавлял молодёжную сборную Уругвая, которую дважды приводил к победе в чемпионатах Южной Америки. Также тренировал основную сборную Уругвая и такие клубы, как «Данубио», «Белья Виста», «Спорт Ресифи» и «Саприсса».

## Биография

### Игровая карьера
Рауль Бентанкор — воспитанник молодёжной академии Данубио. В 1947 году начал играть за резервную команду, но вскоре был переведён в основу и в том же сезоне выиграл Второй дивизион Уругвая. В следующем году дебютировал в Примере. В 1954 году помог своей команде занять третье место в чемпионате страны, причём «Данубио» уступил второе место «Насьоналю» только по разнице мячей. За «дунайцев» Бентанкор провёл более 280 матчей, забив несколько десятков мячей и став одним из главных «идолов» в истории клуба.
В 1958 году выступал за «Монтевидео Уондерерс», после чего перешёл в бразильский «Спорт Ресифи». Бентанкор также оставил заметный след в истории «красно-чёрных львов». В первом же сезоне он помог команде занять итоговое пятое место в Кубке Бразилии, который в настоящее время приравнен к чемпионату Бразилии. Уругваец забил пять из 21 гола команды в турнире. Также «Спорт» разгромил будущего чемпиона «Баию» в четвертьфинальном поединке со счётом 6:0 («Баия» в первой игре была сильнее только 3:2), и только в связи с устаревшим регламентом, не учитывавшим разницу мячей, не прошёл дальше — в третьем экстра-матче «Баия» одержала победу 2:0. В 1962 году вместе со «Спортом» Бентанкор занял четвёртое место в Кубке (чемпионате) Бразилии, уступив в полуфинале только «Сантосу», в котором блистал Пеле.
В 1961 и 1962 годах выигрывал со «Спортом» чемпионат штата Пернамбуку. Последние матчи за «Спорт» Бентанкор провёл в 1964 году, после чего завершил свою карьеру. Бентанкор забил за бразильскую команду 91 гол, в том числе 45 голов — на уровне чемпионатов Бразилии и штата. Уругваец является восьмым бомбардиром в истории «Спорта» и самым результативным бомбардиром-иностранцем.
В источниках существует определённая путаница в отношении выступления Рауля Бентанкора за сборную Уругвая. Определённо Рауль выступал на чемпионате Южной Америки 1953 года в Лиме, где сыграл в трёх матчах — всю игру с Боливией, а также выходил на замену в играх против Бразилии и Перу. На сайте RSSSF в составе Уругвая он и его команда указаны верно — Raúl BENTANCOR / Danubio. На странице чемпионата Южной Америки 1949 года указан другой игрок с похожей фамилией — Эрнесто Бентанкоур, представлявший «Пеньяроль» (Ernesto BENTANCOUR / Peñarol), что подтверждает и АУФ. Однако на ряде статистических сайтов статистика этих двух игроков объединена, и указано, что Рауль Бентанкор провёл не только три матча в 1953 году, но и ещё семь игр в 1949 году, в которых забил один мяч. На сайте national-football-teams.com указан футболист Raul Ernesto Betancor, информации по которому нет больше ни в одном источнике, и, вероятнее всего, этот «объединённый» профиль является ошибочным, и Эрнесто Бентанкоур — другой футболист (тем более, подтверждений того, что Рауль когда-либо выступал за «Пеньяроль», не существует).

### Тренерская карьера
До 1970 года Бентанкор работал с различными командами в Бразилии, включая «Спорт Ресифи» и салвадорскую «Виторию». В 1971 году вернулся на родину и возглавил «Данубио», после чего в 1973 году возглавил «Белью Висту». В родной клуб он возвращался ещё дважды — в 1975—1976 и 1985 годах. С «Белья Вистой» Бентанкор также работал трижды — помимо 1973 года он возглавлял «папалес» в 1980 и 1982—1983 годах.
Наиболее значимых достижений в качестве тренера Рауль Бентанкор достиг с молодёжной сборной Уругвая (до 20 лет). С 1977 по 1979 год Бентанкор параллельно руководил основной и молодёжной сборными Уругвая. В 1977 и 1979 годах он приводил сборную к победам в молодёжных Судамерикано. В 1977 году привёл «молодёжку» к четвёртому месту в чемпионате мира. В 1979 году добрался до третьего места на молодёжном чемпионате мира. В 1981 году вывел уругвайскую молодёжь в четвертьфинал Мундиаля, где южноамериканцы уступили румынским сверстникам.
Последним клубом в тренерский карьере Бентанкура стала коста-риканская «Саприсса».
Рауль Бентанкор умер в Монтевидео 3 мая 2012 года в возрасте 82 лет. Он был дедом по материнской линии известного уругвайского футболиста, участника чемпионата мира 2002 года Алехандро Лембо.

## Достижения

### В качестве игрока
- Третий призёр чемпионата Уругвая (1): 1954
- Чемпион Уругвая во Втором дивизионе (1): 1947
- Чемпион штата Пернамбуку (2): 1961, 1962

### В качестве тренера
- Победитель молодёжного чемпионата Южной Америки (2): 1977, 1979
- 3-й призёр молодёжного чемпионата мира (1): 1979